# James Smith (boxeador)
James "Bonecrusher" Smith (n. Magnolia, Carolina del Norte; 3 de abril de 1953) es un exboxeador estadounidense. Logró el título de campeón del mundo de los pesos pesados por la Asociación Mundial de Boxeo, manteniendo el título durante un año, entre 1986 y 1987.

## Biografía

### Amateur
Después del servicio militar y de trabajar como guarda de prisiones, Smith compitió unas pocas veces como aficionado antes de comenzar su carrera profesional en noviembre de 1981.

### Profesional
Su primer combate en 1981 fue una derrota ante James Broad por nocaut en el cuarto asalto. Después de catorce combates, donde ganó todos incluyendo uno ante Frank Bruno, tuvo su primera oportunidad mundialista ante el campeón Larry Holmes. Smith perdió en doce asaltos por nocaut. Después de varios combates en los que tanto cayó como venció, se enfrentó al campeón de la Asociación, Tim Witherspoon, contra quien ya había perdido el año anterior. Sin embargo, en esta ocasión Smith logró ganar por nocaut en el primer asalto. Su primera defensa la hizo ante otro campeón, el del Consejo Mundial de Boxeo, Mike Tyson, contra quien perdió claramente por decisión unánime en doce asaltos. Después de esta derrota peleó ante los mejores boxeadores del momento pero no volvió a pelear por el título mundial. En los siguientes 37 combates perdió 11 y empató uno, terminando su carrera ante Larry Homes, otra vez el 18 de junio de 1999.

## Récord profesional
| 44 Ganadas (32 KOs), 17 Derrotas, 1 Empate |      |         |                   |      |               |                          |                                                                      |                                                                                     |
| N.º                                        | Res. | Récord  | Oponente          | Tipo | Rd., Tiempo   | Datos                    | Localidad                                                            | Notas                                                                               |
| 62                                         | D    | 44–17–1 | Larry Holmes      | TKO  | 8 (10), 2:00  | 18 de junio de 1999      | Crown Coliseum, Fayetteville, North Carolina, U.S.                   |                                                                                     |
| 61                                         | G    | 44–16–1 | Dave Slaughter    | TKO  | 2 (8), 1:50   | 27 de noviembre de 1998  | Genesis Convention Center, Gary, Indiana, U.S.                       |                                                                                     |
| 60                                         | D    | 43–16–1 | Joe Bugner        | RTD  | 1 (12), 3:00  | 4 de julio de 1998       | Carrara Indoor Stadium, Gold Coast, Australia                        | Por el título vacante WBF (Federation) del peso pesado                              |
| 59                                         | G    | 43–15–1 | Lynwood Jones     | UD   | 8             | 25 de febrero de 1998    | The Ritz, Raleigh, North Carolina, U.S.                              |                                                                                     |
| 58                                         | G    | 42–15–1 | Troy Roberts      | TKO  | 3 (10), 2:36  | 11 de abril de 1996      | University, Vancouver, Columbia Británica, Canada                    |                                                                                     |
| 57                                         | G    | 41–15–1 | Eli Dixon         | TKO  | 3 (8)         | 22 de agosto de 1995     | Civic Center, Raleigh, North Carolina, U.S.                          |                                                                                     |
| 56                                         | G    | 40–15–1 | Bernd Friedrich   | SD   | 10            | 25 de marzo de 1995      | Düsseldorf, Alemania                                                 |                                                                                     |
| 55                                         | D    | 39–15–1 | Brian Nielsen     | TKO  | 5 (8)         | 7 de octubre de 1994     | K.B. Hallen, Copenhague, Dinamarca                                   |                                                                                     |
| 54                                         | D    | 39–14–1 | Axel Schulz       | UD   | 10            | 17 de septiembre de 1994 | Leverkusen, Alemania                                                 |                                                                                     |
| 53                                         | D    | 39–13–1 | Lionel Butler     | TKO  | 3 (10), 2:19  | 18 de enero de 1994      | Civic Auditorium, Omaha, Nebraska, U.S.                              |                                                                                     |
| 52                                         | G    | 39–12–1 | Lester Jackson    | UD   | 3             | 3 de diciembre de 1993   | Casino Magic, Bay St. Louis, Mississippi, U.S.                       |                                                                                     |
| 51                                         | G    | 38–12–1 | Marshall Tillman  | UD   | 3             | 3 de diciembre de 1993   | Casino Magic, Bay St. Louis, Misisipi, U.S.                          |                                                                                     |
| 50                                         | D    | 37–12–1 | Daniel Dăncuţă    | UD   | 3             | 3 de diciembre de 1993   | Casino Magic, Bay St. Louis, Mississippi, U.S.                       |                                                                                     |
| 49                                         | G    | 37–11–1 | Elijah Tillery    | TKO  | 6 (10), 2:51  | 14 de septiembre de 1993 | Steel Pier, Atlantic City, Nueva Jersey, U.S.                        |                                                                                     |
| 48                                         | G    | 36–11–1 | Andrew Stokes     | UD   | 10            | 7 de agosto de 1993      | Steel Pier, Atlantic City, Nueva Jersey, U.S.                        |                                                                                     |
| 47                                         | G    | 35–11–1 | Kevin Ford        | TKO  | 9 (10)        | 26 de junio de 1993      | Steel Pier, Atlantic City, Nueva Jersey, U.S.                        |                                                                                     |
| 46                                         | G    | 34–11–1 | Donnell Wingfield | TKO  | 2 (10), 1:53  | 1 de junio de 1993       | The Blue Horizon, Filadelfia, Pennsylvania, U.S.                     |                                                                                     |
| 45                                         | D    | 33–11–1 | Michael Moorer    | UD   | 10            | 27 de febrero de 1993    | Showboat, Atlantic City, Nueva Jersey, U.S.                          |                                                                                     |
| 44                                         | D    | 33–10–1 | Greg Page         | UD   | 10            | 26 de junio de 1992      | CSU Convocation Center, Cleveland, Ohio, U.S.                        |                                                                                     |
| 43                                         | G    | 33–9–1  | Danny Wofford     | TKO  | 8             | 24 de abril de 1992      | Raleigh, North Carolina, U.S.                                        |                                                                                     |
| 42                                         | G    | 32–9–1  | Mark Wills        | UD   | 10            | 15 de febrero de 1992    | The Mirage, Paradise, Nevada, U.S.                                   |                                                                                     |
| 41                                         | G    | 31–9–1  | Andre Crowder     | KO   | 1 (10), 1:50  | 13 de diciembre de 1991  | Union Hall, Countryside, Illinois, U.S.                              |                                                                                     |
| 40                                         | D    | 30–9–1  | Levi Billups      | UD   | 10            | 4 de noviembre de 1991   | Great Western Forum, Inglewood, California, U.S.                     |                                                                                     |
| 39                                         | G    | 30–8–1  | Marshall Tillman  | TKO  | 10 (10), 2:14 | 24 de septiembre de 1991 | Metairie, Louisiana, U.S.                                            |                                                                                     |
| 38                                         | G    | 29–8–1  | Jeff Sims         | KO   | 1 (10), 1:41  | 17 de septiembre de 1991 | The Palace, Auburn Hills, Michigan, U.S.                             |                                                                                     |
| 37                                         | G    | 28–8–1  | Everett Martin    | TKO  | 8 (10), 0:50  | 6 de agosto de 1991      | Civic Auditorium, San Francisco, California, U.S.                    |                                                                                     |
| 36                                         | G    | 27–8–1  | Kimmuel Odum      | TKO  | 3 (12), 2:37  | 22 de julio de 1991      | Great Western Forum, Inglewood, California, U.S.                     | Gana el título vacante IBC Junior del peso pesado                                   |
| 35                                         | G    | 26–8–1  | Terry Armstrong   | KO   | 2             | 28 de junio de 1991      | Salle Leyrit, Niza, Francia                                          |                                                                                     |
| 34                                         | G    | 25–8–1  | Lawrence Carter   | TKO  | 1 (12), 2:28  | 28 de abril de 1991      | Civic Center, Raleigh, North Carolina, U.S.                          |                                                                                     |
| 33                                         | G    | 24–8–1  | Mike Weaver       | UD   | 12            | 4 de abril de 1990       | Madison Square Garden, Nueva York, U.S.                              | Gana el título WBA Americas del peso pesado                                         |
| 32                                         | G    | 23–8–1  | Manoel de Almeida | RTD  | 6 (10), 3:00  | 20 de febrero de 1990    | Trump Plaza Hotel and Casino, Atlantic City, Nueva Jersey, U.S.      |                                                                                     |
| 31                                         | G    | 22–8–1  | Mike Rouse        | KO   | 7 (10), 1:42  | 14 de diciembre de 1989  | St. Joseph, Missouri, U.S.                                           |                                                                                     |
| 30                                         | G    | 21–8–1  | Jesse McGhee      | TKO  | 2             | 21 de octubre de 1989    | Grady Cole Center, Charlotte, North Carolina, U.S.                   |                                                                                     |
| 29                                         | G    | 20–8–1  | Calvin Jones      | TKO  | 8 (10)        | 29 de septiembre de 1989 | Athletic Park, Durham, North Carolina, U.S.                          |                                                                                     |
| 28                                         | D    | 19–8–1  | Donovan Ruddock   | KO   | 7 (10), 2:18  | 2 de julio de 1989       | Cumberland County Memorial Arena, Fayetteville, North Carolina, U.S. |                                                                                     |
| 27                                         | E    | 19–7–1  | Mike Rouse        | TD   | 3 (10)        | 30 de julio de 1988      | Broadway by the Bay Theater, Atlantic City, Nueva Jersey, U.S.       | TD después de que Rouse sufriera un corte en un choque de cabezas accidental        |
| 26                                         | D    | 19–7    | Adílson Rodrigues | SD   | 10            | 9 de agosto de 1987      | Ginásio Estadual do Ibirapuera, Sao Paulo, Brasil                    |                                                                                     |
| 25                                         | D    | 19–6    | Mike Tyson        | UD   | 12            | 7 de marzo de 1987       | Las Vegas Hilton, Winchester, Nevada, U.S.                           | Pierde el título de la WBA del peso pesado; Por el título de la WBC del peso pesado |
| 24                                         | G    | 19–5    | Tim Witherspoon   | KO   | 1 (15), 2:12  | 12 de diciembre de 1986  | Madison Square Garden, Nueva York, U.S.                              | Gana el título de la WBA del peso pesado                                            |
| 23                                         | G    | 18–5    | David Bey         | UD   | 10            | 23 de agosto de 1986     | Cumberland County Auditorium, Fayetteville, North Carolina, U.S.     |                                                                                     |
| 22                                         | G    | 17–5    | Jesse Ferguson    | MD   | 10            | 7 de junio de 1986       | Hamilton, Bermuda                                                    |                                                                                     |
| 21                                         | G    | 16–5    | Mike Weaver       | TKO  | 1 (10), 2:29  | 5 de abril de 1986       | Coliseum Theatre, Colonie, U.S.                                      |                                                                                     |
| 20                                         | D    | 15–5    | Marvis Frazier    | UD   | 10            | 23 de febrero de 1986    | Memorial Auditorium, Richmond, California, U.S.                      |                                                                                     |
| 19                                         | D    | 15–4    | Tim Witherspoon   | UD   | 12            | 15 de junio de 1985      | Riviera, Winchester, Nevada, U.S.                                    | Por el título de la NABF del peso pesado                                            |
| 18                                         | G    | 15–3    | José Ribalta      | SD   | 10            | 29 de abril de 1985      | Memorial Auditorium, Buffalo, U.S.                                   |                                                                                     |
| 17                                         | D    | 14–3    | Tony Tubbs        | UD   | 10            | 15 de marzo de 1985      | Riviera, Winchester, Nevada, U.S.                                    |                                                                                     |
| 16                                         | D    | 14–2    | Larry Holmes      | TKO  | 12 (15), 2:10 | 9 de noviembre de 1984   | Riviera, Winchester, Nevada, U.S.                                    | Por el título de la FIB del peso pesado                                             |
| 15                                         | G    | 14–1    | Frank Bruno       | KO   | 10 (10)       | 13 de mayo de 1984       | Wembley Arena, Londres, England                                      |                                                                                     |
| 14                                         | G    | 13–1    | Rahim Muhammad    | TKO  | 5             | 19 de febrero de 1984    | Hyatt Regency, Tampa, Florida, U.S.                                  |                                                                                     |
| 13                                         | G    | 12–1    | Leroy Boone       | TKO  | 4 (10)        | 4 de noviembre de 1983   | Egypt Shrine Temple, Tampa, Florida, U.S.                            |                                                                                     |
| 12                                         | G    | 11–1    | Walter Santemore  | TKO  | 4 (10)        | 23 de agosto de 1983     | Tropicana, Atlantic City, New Jersey, U.S.                           |                                                                                     |
| 11                                         | G    | 10–1    | Eugene Cato       | KO   | 4 (10)        | 14 de junio de 1983      | Ramada Hotel, Charleston, South Carolina, U.S.                       |                                                                                     |
| 10                                         | G    | 9–1     | Lynwood Jones     | TKO  | 2             | 10 de mayo de 1983       | Tropicana, Atlantic City, New Jersey, U.S.                           |                                                                                     |
| 9                                          | G    | 8–1     | Lee Cohen         | KO   | 1             | 23 de abril de 1983      | New York City, New York, U.S.                                        |                                                                                     |
| 8                                          | G    | 7–1     | Nate Robinson     | TKO  | 2 (8), 1:35   | 2 de abril de 1983       | Host Resort, Lancaster, Pennsylvania, U.S.                           |                                                                                     |
| 7                                          | G    | 6–1     | Larry Givens      | TKO  | 3             | 14 de diciembre de 1982  | Atlantic City, New Jersey, U.S.                                      |                                                                                     |
| 6                                          | G    | 5–1     | Lonnie Chapman    | KO   | 2             | 16 de octubre de 1982    | Coliseum, Charlotte, North Carolina, U.S.                            |                                                                                     |
| 5                                          | G    | 4–1     | Chris McDonald    | MD   | 8             | 11 de septiembre de 1982 | Sands, Atlantic City, New Jersey, U.S.                               |                                                                                     |
| 4                                          | G    | 3–1     | Louis Alexander   | KO   | 2, 2:37       | 31 de julio de 1982      | Bally's Park Place, Atlantic City, New Jersey, U.S.                  |                                                                                     |
| 3                                          | G    | 2–1     | Mike Cohen        | KO   | 2             | 22 de abril de 1982      | Sheraton Hotel, Charleston, South Carolina, U.S.                     |                                                                                     |
| 2                                          | G    | 1–1     | Ricky Parkey      | PTS  | 6             | 30 de enero de 1982      | Knoxville, Tennessee, U.S.                                           |                                                                                     |
| 1                                          | D    | 0–1     | James Broad       | KO   | 4 (6), 1:07   | 5 de noviembre de 1981   | Sands, Atlantic City, New Jersey, U.S.                               | Debut                                                                               |